# آینده (فیلم ۲۰۰۷)
آینده (به انگلیسی: Next) فیلمی علمی-تخیلی و محصول سال ۲۰۰۷ کشور آمریکا است. این فیلم تا حدودی براساس داستان کوتاهی به نام «مرد طلایی» نوشته فیلیپ کی دیک ساخته شده‌است. کارگردان این فیلم لی تاماهوری است و ستاره‌های آن عبارت‌اند از نیکلاس کیج، جولین مور، جسیکا بیل، توماس کرتشمن، توری کیتلز، پیتر فالک، جیم بیور، ژوزه زونیگا، جیسون باتلر هارنر، مایکل توروکو و سرگی ترایفانوویچ.
فیلم دربارهٔ مردی است که می‌تواند وقایع دو دقیقهٔ آیندهٔ زندگی خود را ببیند.

## داستان
کریس جانسون (نیکلاس کیج) شعبده‌بازی در یک هتل کوچک در لاس وگاس است. او از توانایی‌اش در دیدن دو دقیقهٔ بعد زندگی خود استفاده می‌کند تا در بازی‌های شرط‌بندی کوچک برنده شود. او در یک عملیات دزدی با هدف قتل دو نفر، که باید کشته شوند، از قتل جلوگیری کرده و اسلحه را از دزد می‌گیرد. اما به خاطر این که فکر می‌کنند اسلحه به او تعلق دارد تحت تعقیب قرار می‌گیرد. با استفاده از توانایی‌اش می‌گریزد و…